# جان اچ. بانکهد
جان اچ. بانکهد (به انگلیسی: John H. Bankhead) سناتور سابق عضو حزب دموکرات ایالات متحده آمریکا بود. وی در سال ۱۹۰۷ تا ۱۹۲۰ میلادی سناتور ایالت آلاباما در سنای ایالات متحده آمریکا بود.